# Бујановац
Бујановац (алб. Bujanoci или Bujanoc) је градско насеље у Србији и седиште истоимене општине у Пчињском управном округу. Према попису из 2022. било је 11.468 становника.

## Географски положај
Бујановац има веома важан саобраћајно-географски положај. Он се налази јужно од Врања, на удаљености од 16 km на месту где пут који спаја Космет са Поморављем избија на магистрални, моравско-вардарски правац. Због свог положаја на некада важном караванском раскршћу, Бујановац је био и раније - кроз средњи век и у турско време познат као занатско-трговачки центар.

## Називи
Крајем 19. века називано је место са „Бујановци”. Бујановац је познат по изворима минералне воде па је познат и по називу Бујановачка Бања. Град је такође познат по још неким називима на другим језицима: алб. Bujanoci, буг. Буяновац.

## Историја
Године 1898. писано је о Бујановцу као „лепом селу на левој страни скопљанско-приштинског друма, више села Раковца, спахилука Ата-бега и Дилавер-бега”. Бујановац почетком 20. века има седам махала: Бекријска, Узунска, Крстинска, Џеферска, Горња махала, Стошинска и Шењска. По српском званичном попису из 1878. године било је у Бујановцу 198 пореских глава. Крајем 19. века у месту је 215 кућа, од којих 200 српских и 15 циганских). У свакој кући је био 1-3 радника ужара који су плели ужад.
За време „Латина” (Римљана) Бујановац је наводно био „голема варош” — највеће место у „Морави”. Када је за време бројних ратова дошло до његовог опадања, читав предео је запустео са рушевинама старих утврђења. Срби су се масовно одселили за време Велике сеобе под патријархом Арсенијем Чарнојевићем. Прво је обновљен од стране малобројних досељених Срба, оближњи Трновац, који је постао важна варош на трговачком путу. Ту су Срби подигли и православну цркву - од којих су остале рушевине крајем 19. века. Због злочина локалних Арнаута (и из Трновца), Трновац временом пропада, због расељења Срба. У Трновцу су остали само Арнаути, који су подигли себи џамију. Српски топоними и ту сведоче о чијој је земљи заиста реч. Део Срба трновачких становника је прешао на оближњу „питомину” са бујном травом звану „Бујановце”, где су створили ново насеље. Било је то пре три века, око 1700. године. Али Арнаути су их и даље терором потискивали, па се Срби по неколико пута градили своје куће, померајући им непрестано локацију. Године 1898. кмет у Бујановцу био је Србин, Величко Стојаковић.
Српска војска је током Другог српско-турског рата ослободила Бујановац када и Врање, 31. јануара 1878. године. По одлуци Берлинског конгреса 1878. године повучена је гранична линија између Ристовца и Бујановца. Српска основна школа се помиње 1867-1874. године у Бујановцу. Ипак њен почетак се везује за 1847. годину. У Бујановцу су Бугари почетком лета 1897. године покушали безуспешно да преотму ту школу од Срба. То је била 1897. године четвороразредна српска школа, са 76 ученика. Ту је на левој обали Мораве и на железничкој прузи, крајем 19. века било око 2.000 становника. Од „малог и прљавог сеоцета” за кратко време у њему је отворено стотинак трговачких и занатских радњи.
У Бујановцу је одувек била православна црква посвећена Св. апостолима Петру и Павлу. На темељима претходне старе, подигнута је нова богомоља 1852. године. Током српско-турских ратова тај храм је претрпео велика разарања, али трајао је још неколико деценија. Садашња црква је грађена 1933—1935. године, на темељима старе цркве, а који се могу и сада видети. Иконостас је рађен 1997. године у манастиру Св. Стефана у Горњем Жапском, од стране тамошњих монахиња које се баве иконописом. Архивирано на веб-сајту  (24. август 2020)
Турске власти су крајем маја 1910. године хапсиле највиђеније Србе у Бујановцу. Ухапшени су тако митрополијски намесник прота Стојан Стејић и два учитеља Арсеније Тубић и Аћим Јелић, док је управитељ српских школа у Бујановцу, Светозар Дичић пребегао у Србију.
Српска војска је током Првог балканског рата 7. новембра 1912. године (7. октобра по јулијанском календару) ослободила Бујановац. Турска војска се споро повлачила, а Срби — врањанска војска, су са мало губитака донела слободу том градићу. Мештани су 1914. године тражили да се ту отвори поштанско-телеграфска станица. Указом Краља од 23. јануара 1914. године насеље је добило статус варошице под тадашњим именом Бујановце. Бујановац је по напису из 1917. године био за разлику од Прешева — „словенског типа”. Али Арнаути и Турци су се ту насељавали — груписали све више, мењајући демографску слику. Место је било и главни трговачки центар тог краја у Старој Србији. Ту се трговало са ужетом, конопљом, житима, дуваном и ситном стоком.
У лето 1927. године Министарство грађевина је донело одлуку да се започне урбанистички план за уређење Бујановца. Године 1929. због пораста броја ученика Бујановац је добио и пето одељење у школи. Десет година касније 1938. године, било их је шест. У међуратном периоду ту је радила Дуванска задруга. Првог јануара 1931. године почела је рад Банка Морава АД у Бујановцу. Банка ће пред Други светски рат, 1940. године ући у ликвидацију.
Спорт клуб фудбалски Братство из Бујановца био је активан 1928. године. Поред њега надметао се у исто време и други бујановачки фудбалски клуб Полет. Трећи бујановачки клуб Витез, примљен је 1931. године у фудбалски подсавез. У месту је 1937. године грађена Соколана, у којој се одвијала активност соколског друштва. Код жељезничке станице Бујановац 1937. године је на место бараке за откуп и складиштење непрерађеног дувана, подигнута Дуванска станица потпуно опремљена.

## Привредни развој
Мала удаљеност од Врања имала је утицај на спорији развој од оног који је према његовом положају требало очекивати.
После српско-турских ратова из 1877—1878. године пролаз нове границе оставио је Бујановац на територији Турске, што је утицало на његов развој као пограничног насеља и као трговачко-занатског центра и саобраћајног раскршћа. Овај период завршава се са 1912. годином, са балканским ратовима, и ослобађањем ових крајева од Турака.
Свој пуни привредни развој Бујановац ће имати тек у условима социјалистичке изградње земље. После Врања, Бујановац је данас највеће градско насеље Врањског Поморавља. У њему је у 1981. години живело 11.789 становника.
Од индустријских радних организација овде се више од осталих издваја хемијска индустрија, која се бави прерадом пластичних маса (Гумопластика). Она почиње са радом 1959. године и за њу се и везује почетак индустријске производње у овом насељу. Даље, ту је и дуванска индустрија, затим фабрика акумулатора, прехрамбена индустрија, индустрија намештаја, грађевинског материјала.

## Демографија
У насељу Бујановац живи 8.137 пунолетних становника, а просечна старост становништва износи 31,5 година (30,6 код мушкараца и 32,4 код жена). У насељу има 2.628 домаћинстава, а просечан број чланова по домаћинству је 4,57 (попис 2002).
Састав становништва у овом насељу веома је хетероген уз релативну албанску већину.
|             | \| Демографија[15] \| Демографија[15] \| Демографија[15] \| \| Година \| Становника \| Становника \| \| --------------- \| --------------- \| --------------- \| \| 1948. \| 3.177 \| \| \| 1953. \| 3.681 \| \| \| 1961. \| 4.603 \| \| \| 1971. \| 7.524 \| \| \| 1981. \| 11.789 \| \| \| 1991. \| 17.050 \| 16.647 \| \| 2002. \| 12.011 \| 14.613 \| \| 2022. \| 11.468 \| \| |            |
| Демографија | |            |
| Година      | Становника | Становника |
| 1948.       | 3.177 |            |
| 1953.       | 3.681 |            |
| 1961.       | 4.603 |            |
| 1971.       | 7.524 |            |
| 1981.       | 11.789 |            |
| 1991.       | 17.050 | 16.647     |
| 2002.       | 12.011 | 14.613     |
| 2022.       | 11.468 |            |

| Етнички састав према попису из 2022.‍ | Етнички састав према попису из 2022.‍ | Етнички састав према попису из 2022.‍ | Етнички састав према попису из 2022.‍ | Етнички састав према попису из 2022.‍ |
| ------------------------------------ | ------------------------------------ | ------------------------------------ | ------------------------------------ | ------------------------------------ |
|                                      |                                      |                                      |                                      |                                      |
| Албанци                              | Албанци                              |                                      | 3.902                                | 34,02%                               |
| Роми                                 | Роми                                 |                                      | 3.442                                | 30,01%                               |
| Срби                                 | Срби                                 |                                      | 2.933                                | 25,57%                               |
| Горанци                              | Горанци                              |                                      | 87                                   | 0,75%                                |
| Муслимани                            | Муслимани                            |                                      | 15                                   | 0,13%                                |
| Македонци                            | Македонци                            |                                      | 8                                    | 0,07%                                |
| Бугари                               | Бугари                               |                                      | 7                                    | 0,06%                                |
| Бошњаци                              | Бошњаци                              |                                      | 2                                    | 0,02%                                |
| Југословени                          | Југословени                          |                                      | 2                                    | 0,02%                                |
| Хрвати                               | Хрвати                               |                                      | 2                                    | 0,02%                                |
| Словенци                             | Словенци                             |                                      | 1                                    | 0,01%                                |
| Остали                               | Остали                               |                                      | 4                                    | 0,03%                                |
| Регионална припадност                | Регионална припадност                |                                      | 6                                    | 0,05%                                |
| Нису се изјаснили                    | Нису се изјаснили                    |                                      | 41                                   | 0,35%                                |
| Непознато                            | Непознато                            |                                      | 1.016                                | 8,86%                                |
| укупно: 11.468                       |                                      |                                      |                                      |                                      |

| Година пописа     | 1948. | 1953. | 1961. | 1971. | 1981. | 1991. | 2002. |
| ----------------- | ----- | ----- | ----- | ----- | ----- | ----- | ----- |
| Број домаћинстава | 735   | 820   | 1.084 | 1.672 | 2.461 | 3.276 | 2.628 |

| Број чланова      | 1   | 2   | 3   | 4   | 5   | 6   | 7   | 8  | 9  | 10 и више | Просек |
| ----------------- | --- | --- | --- | --- | --- | --- | --- | -- | -- | --------- | ------ |
| Број домаћинстава | 184 | 333 | 316 | 583 | 455 | 338 | 178 | 94 | 52 | 95        | 4,57   |

| Пол    | Укупно | Неожењен/Неудата | Ожењен/Удата | Удовац/Удовица | Разведен/Разведена | Непознато |
| ------ | ------ | ---------------- | ------------ | -------------- | ------------------ | --------- |
| Мушки  | 4.257  | 1.124            | 2.913        | 159            | 48                 | 13        |
| Женски | 4.480  | 904              | 2.977        | 509            | 76                 | 14        |
| УКУПНО | 8.737  | 2.028            | 5.890        | 668            | 124                | 27        |

| Пол    | Укупно                    | Пољопривреда, лов и шумарство | Рибарство                            | Вађење руде и камена | Прерађивачка индустрија       |
| ------ | ------------------------- | ----------------------------- | ------------------------------------ | -------------------- | ----------------------------- |
| Мушки  | 1.823                     | 90                            | 0                                    | 4                    | 376                           |
| Женски | 955                       | 18                            | 0                                    | 3                    | 249                           |
| УКУПНО | 2.778                     | 108                           | 0                                    | 7                    | 625                           |
| Пол    | Производња и снабдевање   | Грађевинарство                | Трговина                             | Хотели и ресторани   | Саобраћај, складиштење и везе |
| Мушки  | 24                        | 102                           | 224                                  | 44                   | 64                            |
| Женски | 4                         | 14                            | 121                                  | 50                   | 9                             |
| УКУПНО | 28                        | 116                           | 345                                  | 94                   | 73                            |
| Пол    | Финансијско посредовање   | Некретнине                    | Државна управа и одбрана             | Образовање           | Здравствени и социјални рад   |
| Мушки  | 11                        | 27                            | 166                                  | 97                   | 91                            |
| Женски | 12                        | 8                             | 62                                   | 88                   | 163                           |
| УКУПНО | 23                        | 35                            | 228                                  | 185                  | 254                           |
| Пол    | Остале услужне активности | Приватна домаћинства          | Екстериторијалне организације и тела | Непознато            | Непознато                     |
| Мушки  | 101                       | 0                             | 0                                    | 402                  | 402                           |
| Женски | 36                        | 0                             | 0                                    | 118                  | 118                           |
| УКУПНО | 137                       | 0                             | 0                                    | 520                  | 520                           |

## Познате личности
- Бранислав Анђеловић, српски музичар
- Звонко Марић, српски академик и физичар